# Zigerbergkopf
Il Zigerbergkopf (in tedesco: Zigerbergkopf) con 2.051 m s.l.m. è una montagna della Catena del Reticone nelle Alpi Retiche occidentali. Si trova lungo il confine tra Austria e Liechtenstein.